# Trophée Mario-Lemieux
Le trophée Mario-Lemieux est remis annuellement au joueur ayant marqué le plus de buts lors de chaque saison régulière de la Ligue de hockey junior Maritimes Québec (LHJMQ). Le trophée porte le nom de Mario Lemieux, ancien joueur de la LHJMQ et est créé en 2024.

## Lauréats
Ci-dessous sont listés les vainqueurs du trophée depuis sa création :
- 2023-2024 : Justin Poirier (Drakkar de Baie-Comeau) avec 51 buts[2]
- 2024-2025 : Sam Oliver (Voltigeurs de Drummondville) avec 50 buts